# Músculo adutor curto
O músculo adutor curto é um músculo da coxa.